# 2116 Mtskheta
2116 Mtskheta eller 1976 UM är en asteroid i huvudbältet som upptäcktes den 24 oktober 1976 av den danske astronomen Richard West vid La Silla-observatoriet. Den är uppkallad efter staden Mtscheta i Georgien.
Asteroiden har en diameter på ungefär 22 kilometer.